# Type 74
Il Type 74 (74式戦車, Nanayon shiki sensha) è un carro armato da combattimento (MBT) di seconda generazione, progettato e sviluppato in Giappone, e schierato dalla Forza terrestre di autodifesa giapponese come successore del carro armato Type 61. Il soprannome di questo mezzo corazzato è Nanayon (ナナヨン) che significa "74". Il prototipo era noto col nome STB-1.

## Progetto e sviluppo
Lo sviluppo del Type 74 cominciò nel 1964 per rispondere all'esigenza di schierare un mezzo altrettanto potente quanto i nuovi carri armati di seconda generazione che stavano facendo la loro apparizione in quel periodo. Si poneva quindi come un sostituto del Type 61 che era entrato in servizio nella Japan Ground Self-Defense Force (JGSDF) da qualche anno, e apparteneva però alla vecchia generazione con tutte le limitazioni conseguenti.

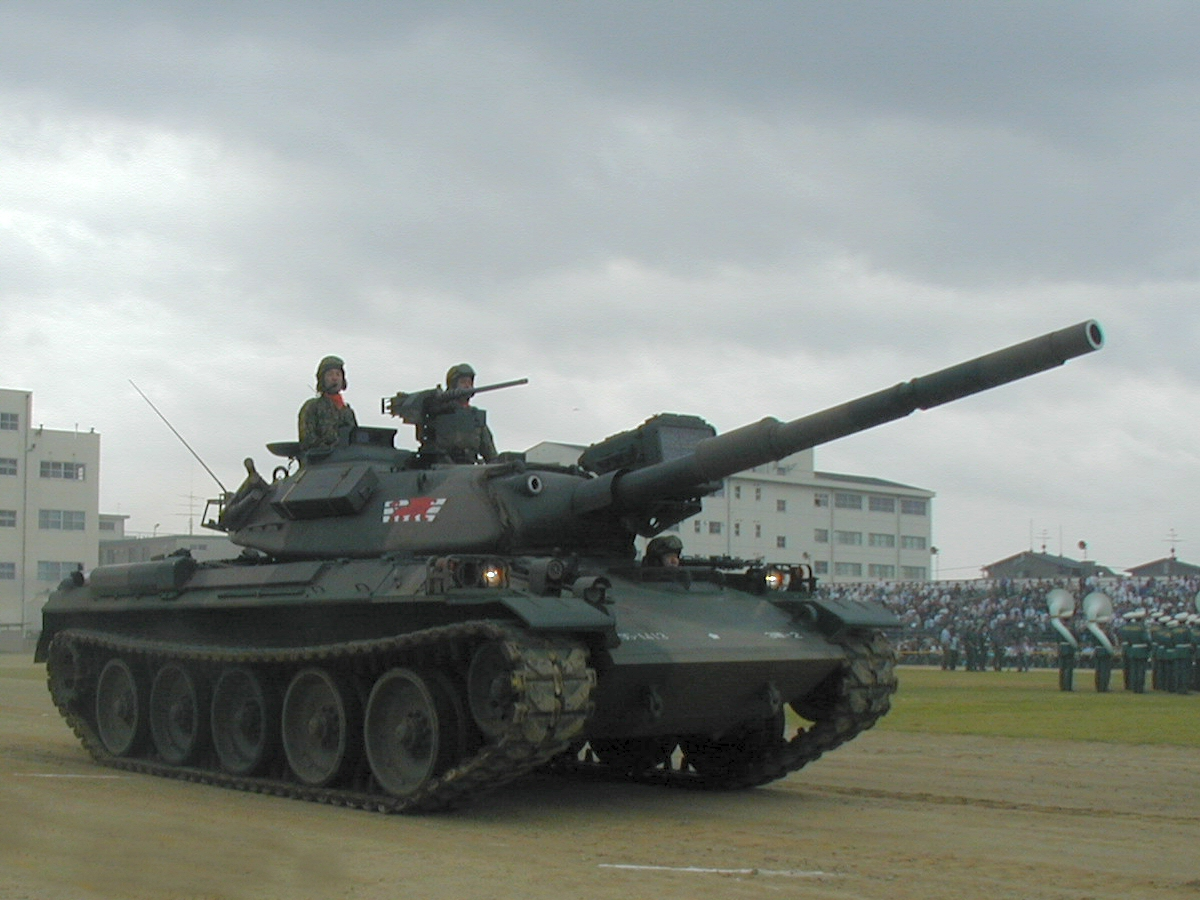
Un Type 74 durante una parata.

Lo sviluppo del mezzo corazzato fu affidato al gruppo Mitsubishi Heavy Industries, che aveva accumulato un'ampia esperienza nel settore, e possedeva le capacità per portare a compimento l'ambizioso progetto. Il Type 74 doveva infatti rivaleggiare con i carri armati di seconda generazione come l'M60 Patton e il Leopard 1, e a quest'ultimo sembra che gli ingegneri giapponesi si siano ispirati chiaramente, considerando anche le evidenti somiglianze. 
Per quanto riguarda la parte meccanica, la realizzazione della trasmissione iniziò nel 1964 e si concluse nel 1967, fornendo il veicolo di un cambio semiautomatico che non compromettesse le prestazioni, e cercando di trovare un compromesso fra innovazione ed efficienza. Il sistema di controllo del tiro era invece particolarmente avanzato, utilizzando il più alto livello di tecnologia, che era davvero all'avanguardia per l'epoca. Esso comprendeva infatti un telemetro laser e un computer per il calcolo della traiettoria.
Fu realizzato anche uno stabilizzatore per il cannone, che era in grado di compensare il movimento del veicolo usando il sistema idraulico della torretta e i segnali provenienti dal giroscopio.
Il primo prototipo parziale fu chiamato STT, e venne dotato nel 1967 del motore diesel 10ZF e della scatola dello sterzo. I prototipi completi di ogni parte furono costruiti nel 1969, e chiamati STB-1 e STB-2. Dopo i test condotti su questi veicoli dal 1970 al 1971, furono prodotti altri quattro prototipi, da STB-3 a STB-6, con l'obiettivo di realizzare un mezzo adatto alla produzione in serie, anche contenendo i costi che erano aumentati notevolmente. L'esame per la valutazione del prototipo finale si svolse nel novembre 1973, e si concluse nel 1974 con l'approvazione e la dichiarazione ufficiale dell'entrata in servizio.Tuttavia la produzione di massa e la consegna effettiva ai reparti cominciò soltanto l'anno successivo. In totale furono costruiti 873 esemplari dal 1975 al 1989.

## Caratteristiche tecniche
Il Type 74 è lungo 9,41 metri includendo il cannone, e 6,7 metri considerando soltanto il veicolo, ha una larghezza di 3,18 metri e un'altezza di 2,25 metri. Ha quindi una carrozzeria più grande rispetto ai tradizionali carri armati giapponesi, e ha anche eliminato le ruote superiori reggicingolo, utilizzando invece ruote di maggiori dimensioni. Il peso complessivo del carro armato è di 38 tonnellate.

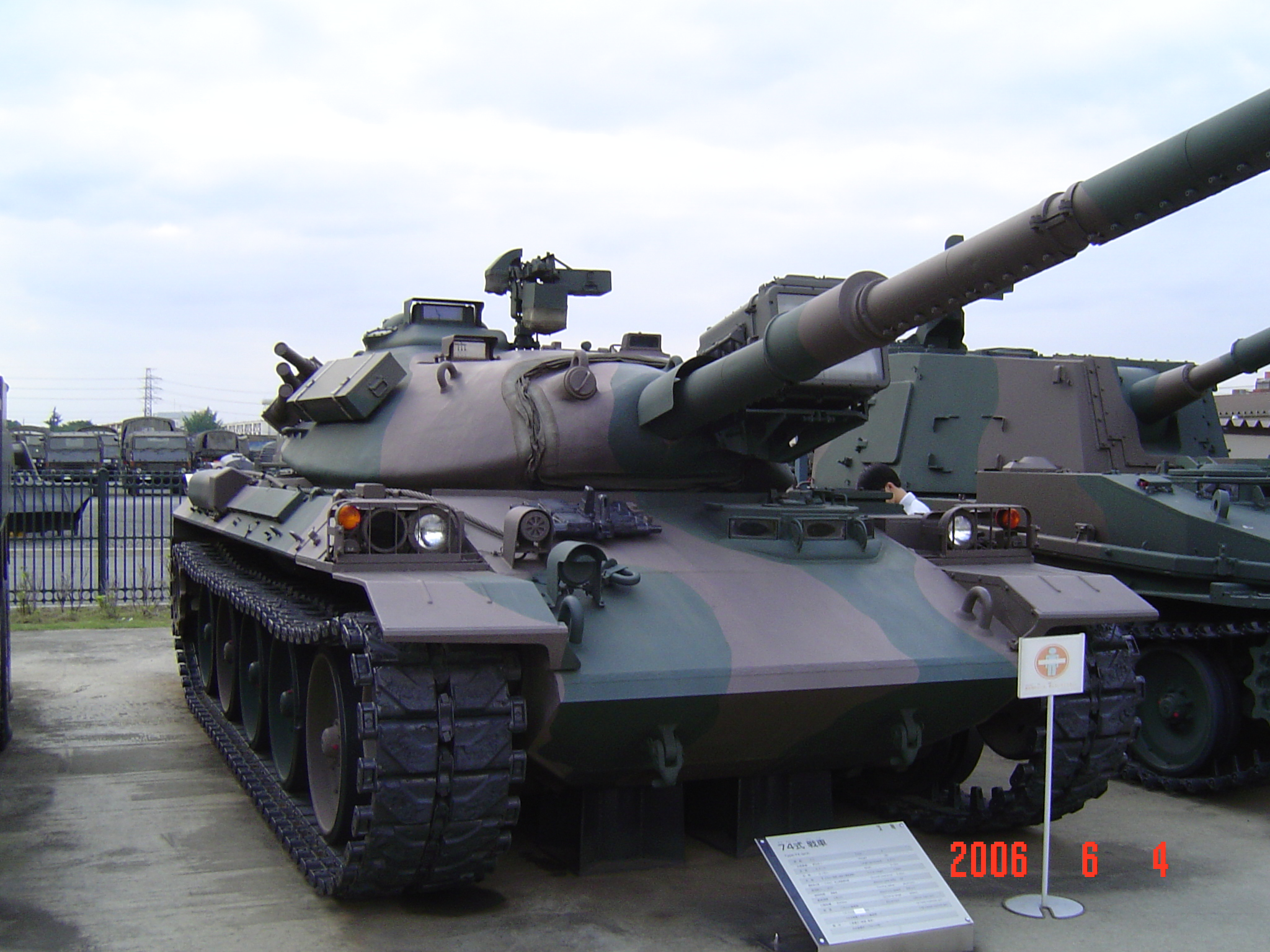
Vista frontale del Type 74 che mostra quanto sia ridotta e compatta la parte anteriore della torretta.

Lo scafo consiste di una corazza saldata, ed è suddiviso nei consueti tre vani. Il guidatore, che sta seduto sul davanti a sinistra, ha intorno al proprio portello tre periscopi, e può servirsi anche di un quarto periscopio a raggi infrarossi, montato sul portello, che va usato insieme ai fanali di guida a infrarossi. Nella torretta i rimanenti tre membri dell'equipaggio sono collocati ai soliti posti, ossia con il comandante e il cannoniere sul lato destro della torretta, e l'addetto alla carica sul sinistro. Il comandante dispone di una cupola, cinque periscopi e un mirino panoramico in cui sono incorporati un congegno di osservazione a infrarossi e un radiotelemetro laser. Il cannoniere si serve di un cannocchiale di mira periscopico con vari gradi d'ingrandimento. Un computer balistico, prodotto da Mitsubishi Electric, è collegato ai congegni di mira del comandante. Le informazioni sono fornite automaticamente al computer dai sensori, tranne i dati relativi allo stato delle munizioni e alle condizioni atmosferiche, che sono inseriti manualmente dal cannoniere.

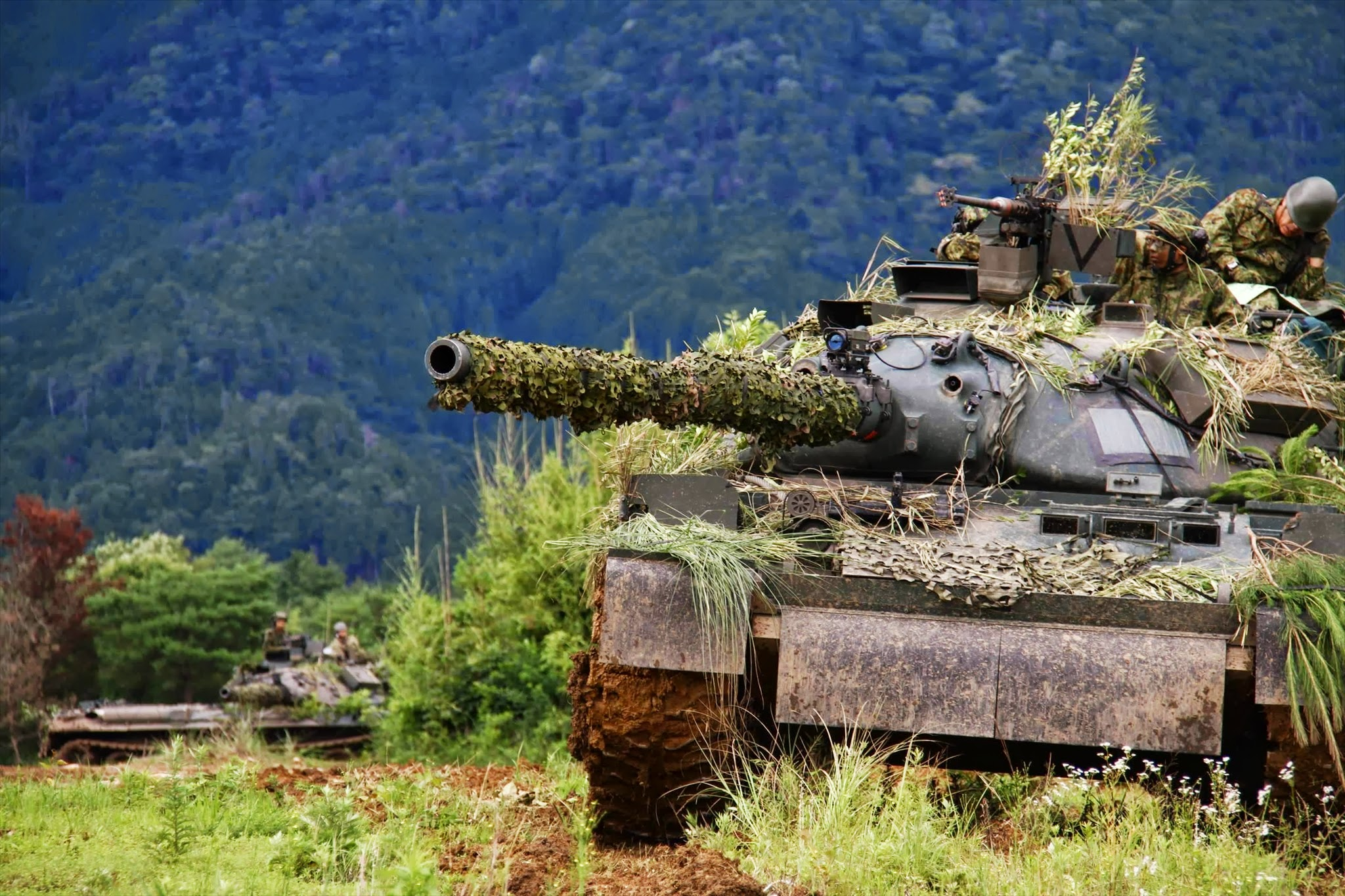
Un Type 74 durante un'esercitazione prova le sue capacità mimetiche.

Il cannone principale è un Royal Ordnance L7 inglese modificato da 105/51 mm, costruito su licenza da Japan Steel Works, al quale sono stati aggiunti alcuni cambiamenti, come il congegno di rinculo concentrico che riduce l'area frontale della torretta. Il cannone ha l'anima rigata come il modello originale, però la lunghezza è stata leggermente ridotta essendo un 105/51 mm. Il veicolo trasporta internamente 55 colpi per il cannone. L'armamento secondario è rappresentato da una mitragliatrice coassiale Sumitomo Type 74 da 7,62 mm, e una brandeggiabile Browning M2 da 12,7 mm collocata sul tetto della torretta.
Il Type 74 è dotato di un proiettore montato sulla torretta, che può essere, secondo le necessità, a luce bianca o a infrarossi, di fari di guida a infrarossi, di un apparato di pressurizzazione NBC, e di tre lanciagranate collocati su ciascun lato della torretta.

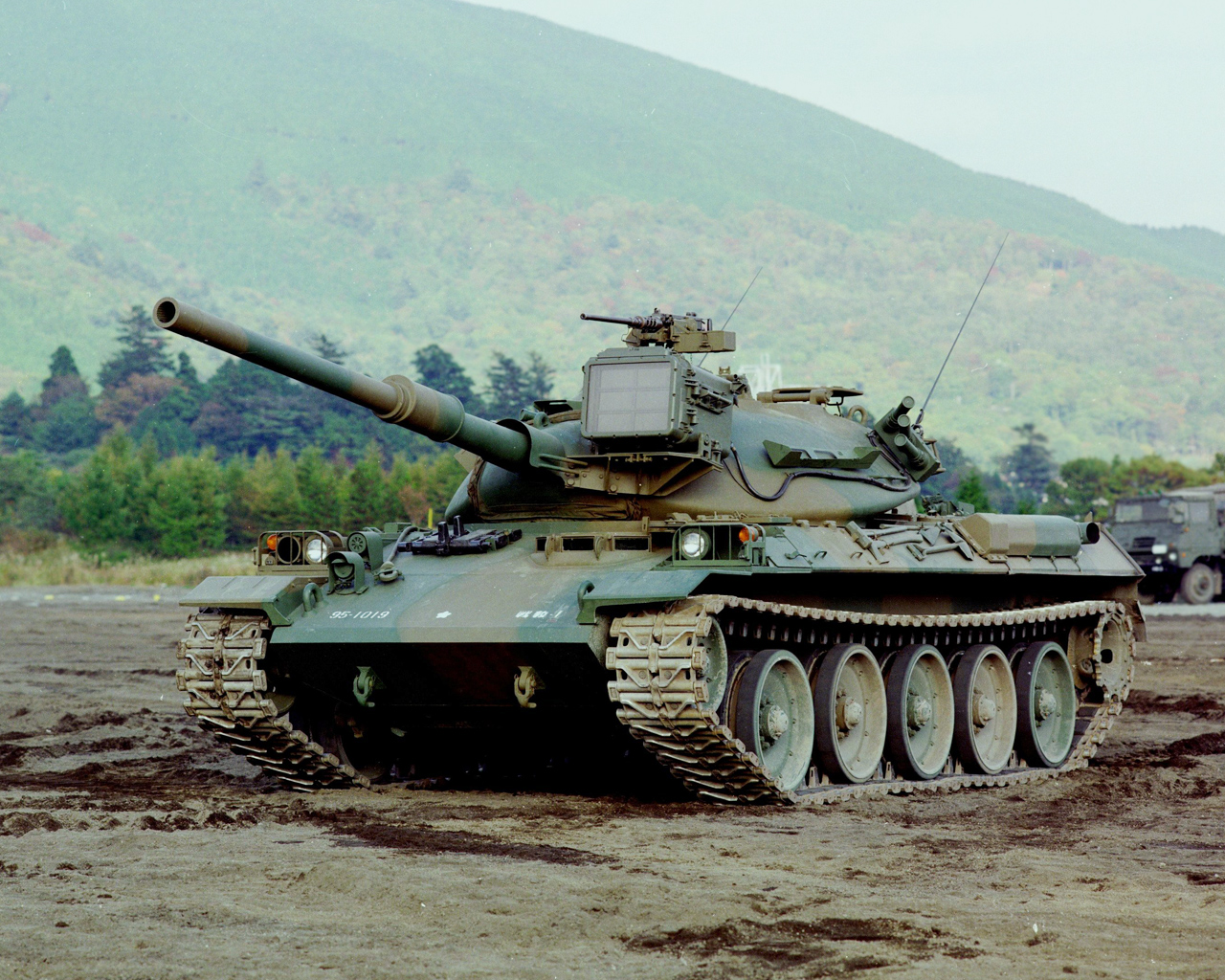
Un Type 74 con il grosso proiettore montato sulla torretta.

Il motore è un Mitsubishi 10ZF22WT, diesel turbocompresso a dieci cilindri raffreddato ad aria, in grado di sviluppare 750 CV, ed è collegato a una trasmissione semiautomatica che fornisce sei marce avanti e una indietro. Le sospensioni sono idropneumatiche, e consentono di regolare l'altezza del veicolo, e anche il suo assetto, potendolo inclinare davanti, dietro o sui lati. Modificando la pressione si può sollevare il carro armato fino a circa 450 mm. Viceversa può essere abbassato per evitare di esporli, o inclinarlo per sparare da un crinale.

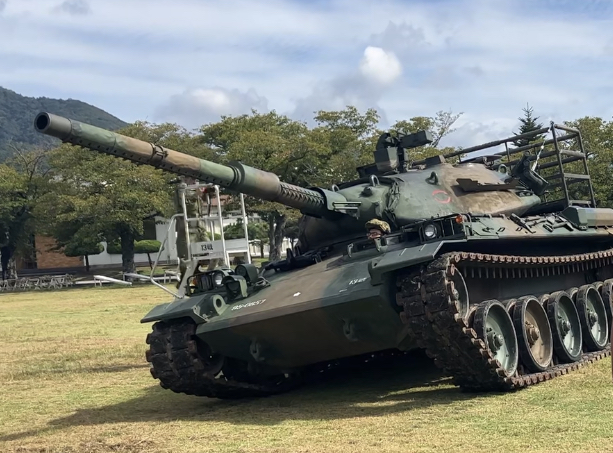
Un Type 74 si esibisce inclinandosi su un lato grazie alle sospensioni idropneumatiche.

## Varianti
- Type 74: primo modello iniziale.
- Type 74 mod. B.
- Type 74 mod. C.
- Type 74 mod. D.
- Type 74 mod. E.
- Type 74 mod. F.
- Type 74 mod. G/Kai.
- Type 87: veicolo antiaereo.
- Type 91 AVLB: veicolo gettaponte corazzato.
- Type 78: veicolo recupero corazzato.

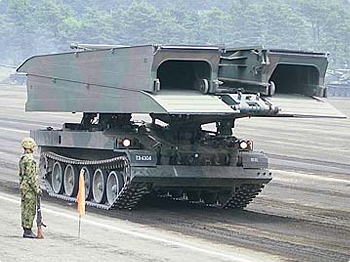
La versione Type 91 AVLB carro gettaponte.